# Masacrul de la Deir Yassin
Deir Yassin a fost un sat arab în apropiere de Ierusalim, pe drumul dinspre Tel Aviv. La 9 aprilie 1948 satul a fost cucerit în luptă de organizațiile paramilitare militare eveiești Irgun si Lehi  Intre 81 - 120 bărbați, femei și copii arabi au fost omorâți. 4  dintre evrei au murit în luptă și zeci evrei au fost răniți. 

## Detaliile masacrului
Atacul asupra satului Deir Yassin a reprezentat o acțiune combinată a două grupări paramilitare. Primul grup - Irgun - era comandat de viitorul prim-ministru israelian, Menahem Begin. Al doilea grup - Stern - era comandat de un alt viitor prim-ministru, Yitzhak Shamir. In 1980, datorită tratativelor incununate cu succes de la Camp David (1978), comandant, al Irgun - Menahem Begin - a primit Premiul Nobel pentru Pace. Trupele de asalt au pătruns prin surprindere în sat și au atacat casă cu casă lichidând toată populația satului.
În 1983, când Begin s-a retras din funcție, prim-ministru a devenit fostul comandant al Stern, Yitzhak Shamir, până la acea dată, ministrul de Externe în Cabinetul Menahem Begin. David Yallop în "To the End of the Earth: the Hunt for the Jackal", afirmă că "Istoria este scrisă, întotdeauna, de învingători". 
Documentele ONU prevedeau o impărțire echitabilă a teritoriului Palestinei britanice între evrei și palestinieni. Milionul de palestinieni care, în 1948, a luat calea exilului au devenit un fel de "cetățeni de mâna a doua", staționați în taberele de refugiați din țările vecine. Existența acestei populații a fost negată nu numai de Golda Meir - care a declarat că acest milion de palestinieni din taberele de refugiați "pur și simplu, nu există", dar și de lideri arabi, pe care prezența refugiaților palestinieni pe teritoriul țării lor mai mult îi încurcă (și îi costă).
După măcel, evreii au facut intenționat publicitate evenimentului, pentru a-i determina pe oameni să fugă in panică din casele și de la muncile lor, unde nu li s-a permis sa se întoarcă nici până acum. Fostul prim ministru al Israelului, Menachem Begin, se lăuda cu importanța masacrului de la Deir Yassin în cartea sa "The Revolt: The Story of the Irgun". În acel volum, Begin a scris că fără "victoria" de la Deir Yassin n-ar fi putut exista un stat numit Israel. "Haganah a executat atacuri victorioase pe alte fronturi (...). Cuprinși de groază, arabii fugeau, strigând: 'Deir Yassin'! 

## Controverse
Partea adversă în această chestiune istorică neagă masacrul [5]